# Grande Prêmio da França de 1999
Resultados do Grande Prêmio da França de Fórmula 1 realizado em Magny-Cours em 27 de junho de 1999. Sétima etapa da temporada, foi vencido pelo alemão Heinz-Harald Frentzen, da Jordan-Mugen/Honda, com Mika Häkkinen em segundo pela McLaren-Mercedes e Rubens Barrichello em terceiro pela Stewart-Ford.

## Resumo
Primeira pole de Rubens Barrichello pela equipe Stewart, segunda da carreira do brasileiro e única da equipe.
Primeira vitória de Heinz-Harald Frentzen na temporada e pela equipe Jordan, sendo a segunda vitória do piloto alemão e da equipe irlandesa na categoria.
Apesar de ter chegado em décimo primeiro, Takagi foi desclassificado por utilizar pneus que seriam colocados na Arrows de seu companheiro de equipe, Pedro de la Rosa.
A corrida foi marcada pela presença da chuva, e de uma bela disputa entre Rubens Barrichello e Michael Schumacher, onde o brasileiro deu um "X" no alemão.
O vencedor da prova foi o alemão Heinz-Harald Frentzen, da equipe Jordan, seguido pelo finlandês Mika Häkkinen, da McLaren, e do brasileiro Rubens Barrichello, da Stewart - que largara na pole pela segunda vez em sua carreira.

## Classificação da prova

### Treino oficial
| Pos.                      | Nº | Piloto                | Construtor         | Tempo    | Diferença | Grid |
| ------------------------- | -- | --------------------- | ------------------ | -------- | --------- | ---- |
| 1                         | 16 | Rubens Barrichello    | Stewart-Ford       | 1:38.441 |           | 1    |
| 2                         | 11 | Jean Alesi            | Sauber-Petronas    | 1:38.881 | + 0.440   | 2    |
| 3                         | 18 | Olivier Panis         | Prost-Peugeot      | 1:40.400 | + 1.959   | 3    |
| 4                         | 2  | David Coulthard       | McLaren-Mercedes   | 1:40.403 | + 1.962   | 4    |
| 5                         | 8  | Heinz-Harald Frentzen | Jordan-Mugen/Honda | 1:40.690 | + 2.249   | 5    |
| 6                         | 3  | Michael Schumacher    | Ferrari            | 1:41.127 | + 2.686   | 6    |
| 7                         | 9  | Giancarlo Fisichella  | Benetton-Playlife  | 1:41.825 | + 3.384   | 7    |
| 8                         | 19 | Jarno Trulli          | Prost-Peugeot      | 1:42.096 | + 3.655   | 8    |
| 9                         | 17 | Johnny Herbert        | Stewart-Ford       | 1:42.199 | + 3.758   | 9    |
| 10                        | 23 | Ricardo Zonta         | BAR-Supertec       | 1:42.228 | + 3.787   | 10   |
| 11                        | 12 | Pedro Paulo Diniz     | Sauber-Petronas    | 1:42.942 | + 4.501   | 11   |
| 12                        | 22 | Jacques Villeneuve    | BAR-Supertec       | 1:43.748 | + 5.307   | 12   |
| 13                        | 10 | Alexander Wurz        | Benetton-Playlife  | 1:44.319 | + 5.878   | 13   |
| 14                        | 1  | Mika Häkkinen         | McLaren-Mercedes   | 1:44.368 | + 5.927   | 14   |
| 15                        | 5  | Alessandro Zanardi    | Williams-Supertec  | 1:44.912 | + 6.471   | 15   |
| 16                        | 6  | Ralf Schumacher       | Williams-Supertec  | 1:45.189 | + 6.748   | 16   |
| 17                        | 4  | Eddie Irvine          | Ferrari            | 1:45.218 | + 6.777   | 17   |
| Limite dos 107%: 1:45.332 |    |                       |                    |          |           |      |
| 18                        | 7  | Damon Hill            | Jordan-Mugen/Honda | 1:45.334 | + 6.893   | 18   |
| 19                        | 21 | Marc Gené             | Minardi-Ford       | 1:46.324 | + 7.883   | 22   |
| 20                        | 20 | Luca Badoer           | Minardi-Ford       | 1:46.784 | + 8.343   | 21   |
| 21                        | 14 | Pedro de La Rosa      | Arrows             | 1:48.215 | + 9.774   | 19   |
| 22                        | 15 | Toranosuke Takagi     | Arrows             | 1:48.322 | + 9.881   | 20   |
| Fontes:                   |    |                       |                    |          |           |      |

### Corrida
| Pos.    | Nº | Piloto                | Construtor         | Voltas | Tempo/Diferença | Grid | Pontos |
| ------- | -- | --------------------- | ------------------ | ------ | --------------- | ---- | ------ |
| 1       | 8  | Heinz-Harald Frentzen | Jordan-Mugen/Honda | 72     | 1:58:24.343     | 5    | 10     |
| 2       | 1  | Mika Häkkinen         | McLaren-Mercedes   | 72     | + 11.092        | 14   | 6      |
| 3       | 16 | Rubens Barrichello    | Stewart-Ford       | 72     | + 43.432        | 1    | 4      |
| 4       | 6  | Ralf Schumacher       | Williams-Supertec  | 72     | + 45.475        | 16   | 3      |
| 5       | 3  | Michael Schumacher    | Ferrari            | 72     | + 47.881        | 6    | 2      |
| 6       | 4  | Eddie Irvine          | Ferrari            | 72     | + 48.901        | 17   | 1      |
| 7       | 19 | Jarno Trulli          | Prost-Peugeot      | 72     | + 57.771        | 8    |        |
| 8       | 18 | Olivier Panis         | Prost-Peugeot      | 72     | + 58.531        | 3    |        |
| 9       | 23 | Ricardo Zonta         | BAR-Supertec       | 72     | + 1:28.764      | 10   |        |
| 10      | 20 | Luca Badoer           | Minardi-Ford       | 71     | + 1 volta       | 21   |        |
| 11      | 14 | Pedro de La Rosa      | Arrows             | 71     | + 1 volta       | 19   |        |
| DSQ     | 15 | Toranosuke Takagi     | Arrows             | 71     | Pneus errados   | 20   |        |
| Ret     | 9  | Giancarlo Fisichella  | Benetton-Playlife  | 42     | Spun off        | 7    |        |
| Ret     | 7  | Damon Hill            | Jordan-Mugen/Honda | 31     | Pane elétrica   | 18   |        |
| Ret     | 5  | Alessandro Zanardi    | Williams-Supertec  | 26     | Motor           | 15   |        |
| Ret     | 22 | Jacques Villeneuve    | BAR-Supertec       | 25     | Spun off        | 12   |        |
| Ret     | 10 | Alexander Wurz        | Benetton-Playlife  | 25     | Spun off        | 13   |        |
| Ret     | 21 | Marc Gené             | Minardi-Ford       | 25     | Spun off        | 22   |        |
| Ret     | 11 | Jean Alesi            | Sauber-Petronas    | 24     | Spun off        | 2    |        |
| Ret     | 2  | David Coulthard       | McLaren-Mercedes   | 9      | Pane elétrica   | 4    |        |
| Ret     | 12 | Pedro Paulo Diniz     | Sauber-Petronas    | 6      | Transmissão     | 11   |        |
| Ret     | 17 | Johnny Herbert        | Stewart-Ford       | 4      | Câmbio          | 9    |        |
| Fontes: |    |                       |                    |        |                 |      |        |

## Tabela do campeonato após a corrida
| Pos. | Piloto                | Pontos |
| ---- | --------------------- | ------ |
| 1    | Mika Häkkinen         | 40     |
| 2    | Michael Schumacher    | 32     |
| 3    | Eddie Irvine          | 26     |
| 4    | Heinz-Harald Frentzen | 23     |
| 5    | Ralf Schumacher       | 15     |

| Pos. | Construtor         | Pontos |
| ---- | ------------------ | ------ |
| 1    | Ferrari            | 58     |
| 2    | McLaren-Mercedes   | 52     |
| 3    | Jordan-Mugen/Honda | 26     |
| 4    | Williams-Supertec  | 15     |
| 5    | Benetton-Playlife  | 14     |

- Nota: Somente as primeiras cinco posições estão listadas.